# Osedax deceptionensis
Espèce
Osedax deceptionensis est une espèce de vers polychètes de la famille des Siboglinidae.

## Systématique
L'espèce Osedax deceptionensis a été décrite en 2013 par Sergio Taboada (d), Javier Cristobo (d), Conxita Avila (d), Helena Wiklund (d) et Adrian G. Glover (d) dans une publication rédigée par Adrian G. Glover et son équipe.

## Publication originale
- (en) Adrian G. Glover, Helena Wiklund, Sergio Taboada, Conxita Avila, Javier Cristobo, Craig R. Smith, Kirsty M. Kemp, Alan J. Jamieson et Thomas G Dahlgren, « Bone-eating worms from the Antarctic: the contrasting fate of whale and wood remains on the Southern Ocean seafloor », Proceedings of the Royal Society B, Royal Society, vol. 280, no 1768,‎ 7 octobre 2013, p. 20131390 (ISSN 0962-8452 et 1471-2954, PMID 23945684, PMCID 3757972, DOI 10.1098/RSPB.2013.1390).